# Spilomyia
Spilomyia is een geslacht uit de familie van de zweefvliegen (Syrphidae).

## Soorten
- S. alcimus (Walker, 1849)
- S. banksi Nayar and Cole, 1968
- S. citima Vockeroth, 1958
- S. crandalli Curran, 1951
- S. digitata (Rondani, 1865)
- S. diophthalma (Linnaeus, 1758)
- S. foxleei Vockeroth, 1958
- S. fusca Loew, 1864
- S. graciosa Violovitsh, 1985
- S. interrupta Williston, 1882
- S. kahli Snow, 1895
- S. liturata Williston, 1887
- S. longicornis Loew, 1872
- S. manicata

Behaarde wespvlieg (Rondani, 1865)
- S. maxima Sack, 1910
- S. oregonensis Nayar and Cole, 1968
- S. saltuum

Kale wespvlieg (Fabricius, 1794)
- S. sayi Goot, 1964
- S. texana Johnson, 1921
- S. triangulata van Steenis, 2000